# Mirror (album de D'espairsRay)
Pour les articles homonymes, voir Mirror.
Albums de D'espairsRay
Coll:set Redeemer
Mirror, parfois stylisé en "MIЯROR", est le 2e album studio du groupe de rock japonais D'espairsRay, sorti le 11 avril 2007 au Japon, le 22 juin en europe (sur le label Gan-Shin, avec le titre supplémentaire Desert), et le 18 mars 2008 aux États-Unis. Il atteint la 36e place du classement de l'Oricon (Japon).

## Titres
Toutes les paroles sont écrites par Hizumi, sauf titre 9 par Karyu.
| 1.  | Damned                                          | Karyu                  | 4:48 |
| 2.  | Trickstər                                       | Karyu                  | 4:17 |
| 3.  | Mirror                                          | Karyu                  | 4:10 |
| 4.  | Sixty∞Nine                                      | Karyu                  | 4:34 |
| 5.  | Kogoeru Yoru ni Saita Hana (凍える夜に咲いた花) | Karyu                  | 5:07 |
| 6.  | Screen                                          | Karyu & Tsukasa        | 4:50 |
| 7.  | Lost Scene                                      | Tsukasa                | 4:28 |
| 8.  | Hollow                                          | Karyu & Shinobu Narita | 4:11 |
| 9.  | Closer to Ideal                                 | Karyu                  | 6:02 |
| 10. | Angeldust                                       | Karyu                  | 4:19 |
| 11. | Squall                                          | Karyu                  | 4:56 |
| 12. | Kaleidoscope                                    | Karyu                  | 4:53 |
| 13. | Desert (sur l'édition européenne)               | Karyu                  | 4:31 |

## Membres
- Hizumi – chant
- Karyu – guitare
- Zero - basse
- Tsukasa – batterie